# 卡朗博地区康凡
卡朗博地区康凡（法語：Camphin-en-Carembault，法語發音：[kɑ̃fɛ̃ ɑ̃ kaʁɑ̃bo]），或纯音译作康凡昂卡朗博，是法国上法蘭西大區北部省的一个市镇，位于该省中部偏南，和加来海峡省接壤，属于里尔区。

## 地理
卡朗博地区康凡（50°30'43"N, 2°59'13"E）面积7.39 平方千米，位于法国上法蘭西大區北部省，该省份为法国最北部的省份及最长的省份，西北濒北海，西接加来海峡省，南至埃纳省和索姆省，东与比利时接壤。
与卡朗博地区康凡接壤的市镇（或旧市镇、城区）包括：舍米、卡尔万、利贝库尔、卡尔南、法朗潘。

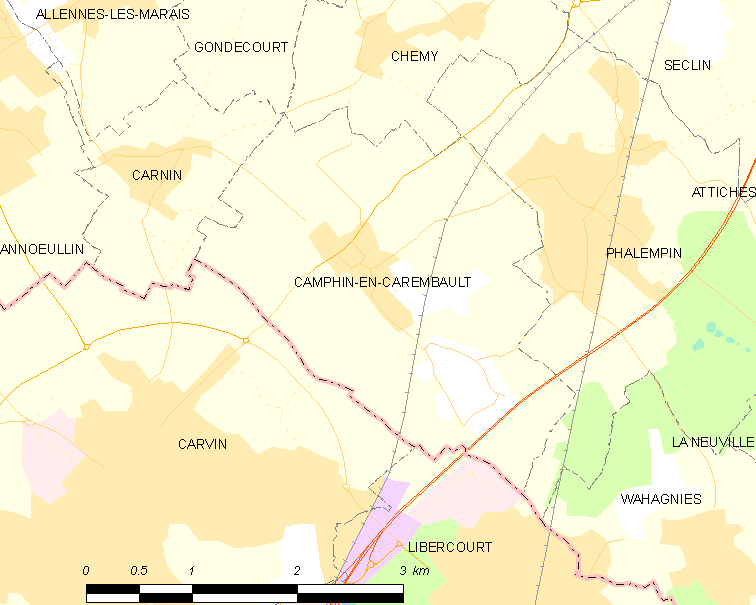
卡朗博地区康凡的OSM定位图

卡朗博地区康凡的时区为UTC+01:00、UTC+02:00（夏令时）。

## 行政
卡朗博地区康凡的邮政编码为59133，INSEE市镇编码为59123。

## 政治
卡朗博地区康凡所属的省级选区为阿讷兰县。

## 人口

1962-2008年间卡朗博地区康凡人口变化图示

卡朗博地区康凡于2022年1月1日时的人口数量为1725人。